# Marilyn Black
Marilyn Mary Black (Nuovo Galles del Sud, 20 maggio 1944) è un'ex velocista australiana.
Nel 1964 prese parte ai Giochi olimpici di Tokyo dove conquistò la medaglia di bronzo dei 200 metri piani e si piazzò sesta nei 100 metri piani e nella staffetta 4×100 metri.

## Palmarès
| Anno | Manifestazione  | Sede  | Evento            | Risultato | Prestazione | Note |
| ---- | --------------- | ----- | ----------------- | --------- | ----------- | ---- |
| 1964 | Giochi olimpici | Tokyo | 100 m             | 6ª        | 11"7        |      |
| 1964 | Giochi olimpici | Tokyo | 200 m             | Bronzo    | 23"1        |      |
| 1964 | Giochi olimpici | Tokyo | Staffetta 4×100 m | 6ª        | 45"0        |      |